# Ö3 Austria Top 40
Ö3 Austria Top 40 é um nome da parada musical oficial da Áustria, segundo o IFPI, que apresenta um show, que vai ao ar todas as Sextas Feiras no Hitradio Ö3. A parada apresenta um gráfico de singles, ringtones e downloads. Ela estreou em 26 de novembro de 1968 como Disc Parade e foi apresentado por Ernst Grissemann e Rudi Klausnitzer. O show teve outros nomes e outros apresentadores, conforme detalhado abaixo.[carece de fontes?]

## Paradas musicais publicadas
Atualmente, quatro paradas musicais são publicadas:[carece de fontes?]
- Ö3 Austria Top 40 Singles - atualmente Top 75
- Ö3 Austria Top 40 Longplay (Albums) - atualmente Top 75
- Ö3 Austria Top 20 Compilation
- Ö3 Austria Top 10 DVD

## Apresentadores
Entre 1968 e 2007, os nomes do show foram Disc Parade, Die Großen 10 von Ö3, Pop Shop, Hit wähl mit, Die Großen 10, Ö3 Top-30 and Ö3 Austria Top 40.
| Nome da parada       | Apresentador(es)                                                                                 |
| -------------------- | ------------------------------------------------------------------------------------------------ |
| Disc Parade          | Ernst Grissemann, Rudi Klausnitzer                                                               |
| Die Großen 10 von Ö3 | Rudi Klausnitzer, Hans Leitinger                                                                 |
| Pop Shop             | Hans Leitinger                                                                                   |
| Hit wähl mit         | Hans Leitinger, Udo Huber                                                                        |
| Die Großen 10        | Udo Huber                                                                                        |
| Ö3 Top-30            | Udo Huber                                                                                        |
| Ö3 Austria Top 40    | Udo Huber, Martina Kaiser, Matthias Euler-Rolle, Gustav Götz, Benny Hörtnagl e Elke Lichtenegger |